# Selene setapinnis
la lamparosa argentina (Selene setapinnis) es una especie de peces de la familia Carangidae en el orden de los Perciformes.

## Morfología
• Los machos pueden llegar alcanzar los 60 cm de longitud total.

## Distribución geográfica
Se encuentra en el  Atlántico occidental: desde Nueva Escocia (Canadá) hasta las Indias Occidentales, el Golfo de México y el Mar del Plata (Argentina). Está ausente en las Bahamas. Sustituido por Selene dorsalis en el  Atlántico oriental.